# زباباوات العالم القديم المائية
زباباوات العالم القديم المائية أو زباباوات بنية الأسنان (الاسم العلمي: Nectogalini)، قبيلة حيوانات لبونة من فصيلة الزبابات. اعتبارا من أواخر عام 2007، كانت تتألف القبيلة من ستة أجناس و25 نوعًا، مع تقسيم بعض الكائنات الأخرى إلى نويعات.